# Viktoria Abramtjenko
Viktoria Valerjevna Abramtjenko (russisk: Виктория Валериевна Абрамченко; født 22. maj 1975) er en russisk politiker og økonom. Siden 21. januar 2020 har hun fungeret som vicepremierminister i Den Russiske Føderation med ansvar for det agro-industrielle kompleks, naturressourcer og økologi.

## Biografi
Abramtjenko blev født den 22. maj 1975 i byen Chernogorsk, Republikken Khakasija, Krasnojarsk kraj.
I 1998 dimitterede hun fra Institut for Arealforvaltning, Matrikler og Miljøingeniørvidenskab i ved Krasnojarsks statslige landbrugsuniversitet. I 2004 fra det Den Russiske Præsidents Akademi for Nationaløkonomi og Offentlig Administration (RANEPA).
Mellem 1998 og 2000 arbejdede hun i Ruslands Udvalg for Arealressourcer og Arealforvaltning (Roskomzem).
Fra 2000 til 2001 var hun ansat af den føderale statsinstitution "Jordmatrikelkammeret".
Fra 2001 til 2005 arbejdede hun i forskellige stillinger, herunder som vicechef for afdelingen i Roszemkadastra og Rosnedvizhimost.
Siden 2005 har hun haft forskellige stillinger i ministeriet for økonomisk udvikling i Rusland, herunder stillingen som vicedirektør for ejendomsafdelingen i ministeriet for økonomisk udvikling i Rusland. Siden 2011 som stedfortrædende chef for den føderale tjeneste for statens registreringer, matrikler og kartografi (Rosreestr).
Fra 2012 til 2015 var hun direktør for afdelingen for arealpolitik, ejendomsforhold og statsejendom i Den Russiske Føderations landbrugsministerium.
I 2015-2016 var hun vicelandbrugsminister i Den Russiske Føderation.
Fra 11. oktober 2016 til 21. januar 2020 var hun vicepremierminister for økonomisk udvikling i Den Russiske Føderation og leder af den føderale tjeneste for føderale tjeneste for statens registreringer, matrikler og kartografi.
Den 21. januar 2020 blev hun udnævnt til vicepremierminister i Den Russiske Føderation i Mikhail Misjustins regering.
Hun er medlem af det politiske parti Forenet Rusland.